# Terralonus fraternus
Terralonus fraternus är en spindelart som först beskrevs av Banks, Newport, Bird 1932.  Terralonus fraternus ingår i släktet Terralonus och familjen hoppspindlar. Inga underarter finns listade i Catalogue of Life.